# Lịch sử Scotland
Lịch sử Scotland có liên hệ mật thiết tiến trình phát triển của quần đảo Anh với sự biến dạng liên tục của cấu trúc dân cư. Tiến trình Lịch sử Scotland luôn gắn liền vấn đề có hay không ở lại Vương quốc Liên hiệp Anh và Bắc Ireland.

Đại biểu chương Scotland

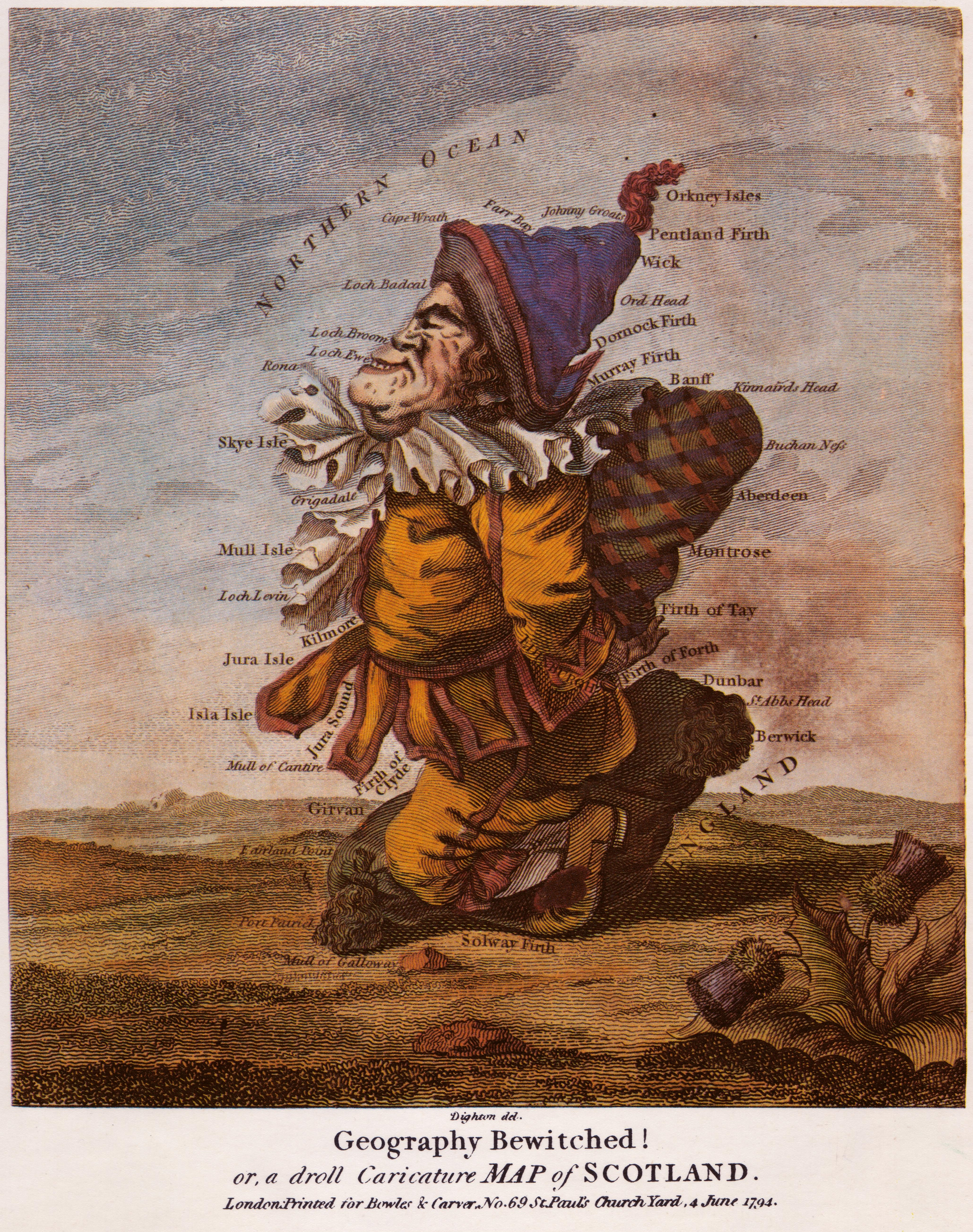
Hí họa dư đồ Scotland năm 1794

## Cổ đại

### Khởi thủy
Lãnh thổ Scotland hiện nay từng nhiều lần bị băng hà bao phủ, do vậy làm mất đi bất kỳ vết tích về việc loài người định cư có thể có trước thời đại đồ đá giữa. Người ta cho rằng sau thời băng hà, nhóm người săn bắn hái lượm đầu tiên đến Scotland là vào khoảng 12.800 năm trước, do vỉa băng rút đi sau kỷ băng hà cuối.
Các nhóm người định cư bắt đầu xây dựng những ngôi nhà cố định đầu tiên được biết đến trên đất Scotland vào khoảng 9.500 năm trước, và các ngôi làng đầu tiên xuất hiện vào khoảng 6.000 năm trước. Ngôi làng Skara Brae được bảo tồn tốt trên đảo chính Orkney có niên đại từ thời kỳ này. Các di chỉ cư trú, mộ táng và nghi lễ đồ đá mới đặc biệt phổ biến và được bảo tồn tốt tại quần đảo phía Bắc và quần đảo phía Tây, những nơi đó thiếu cây nên hầu hết công trình được xây bằng đá tại địa phương.
Scotland có thể là bộ phận của một văn hóa mậu dịch hàng hải thời kỳ đồ đồng muộn gọi là Thời kỳ đồ đồng Đại Tây Dương, bao gồm các quốc gia Celt, và các khu vực nay thuộc Anh, Pháp, Tây Ban Nha và Bồ Đào Nha.

### Mối quan hệ với La Mã

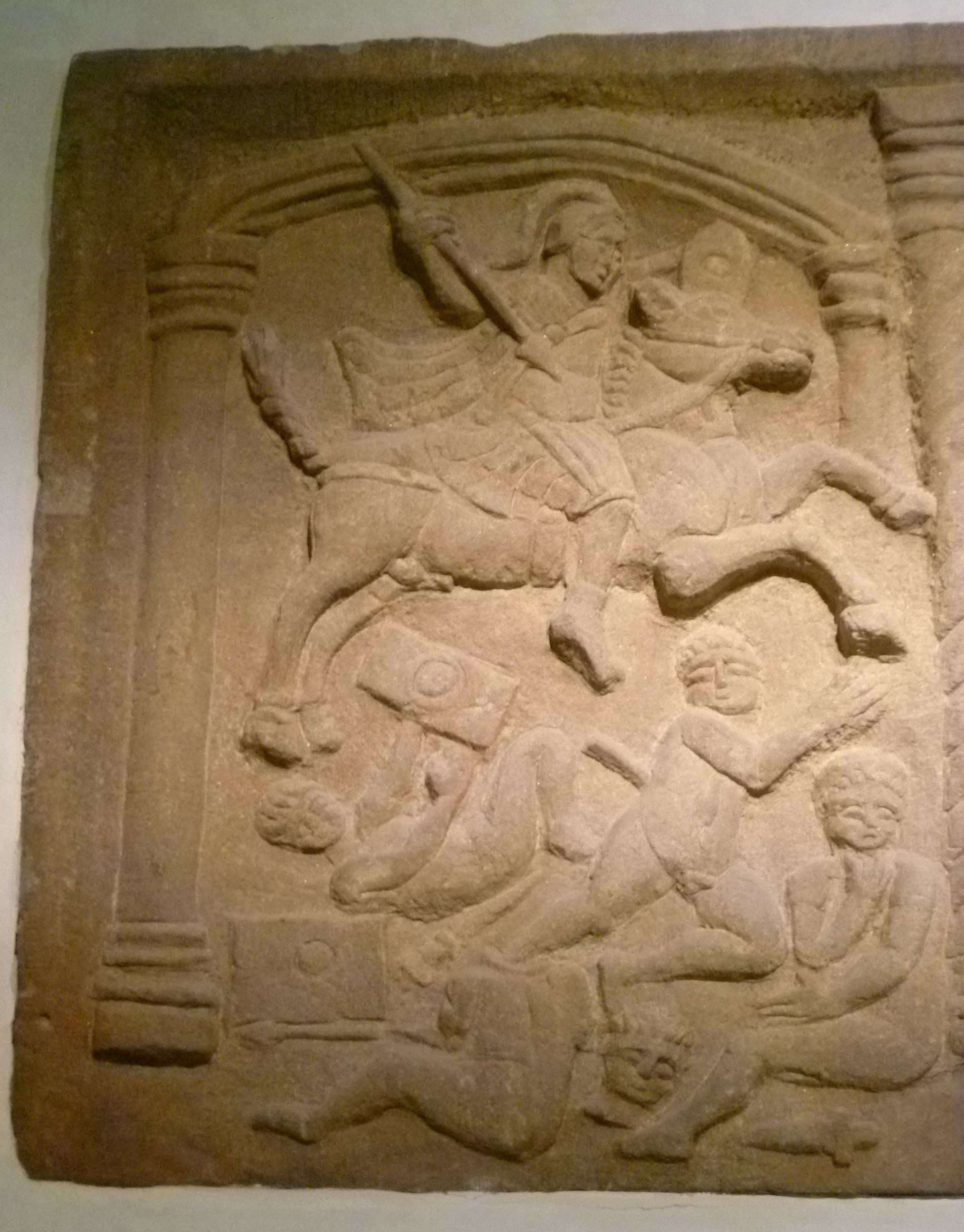
Phiến đá phát hiện tại Bo'ness có niên đại khoảng năm 142, miêu tả kỵ binh La Mã giẫm đạp người Pict.

Thời sơ sử thành văn của Scotland bắt đầu khi thế lực của Đế quốc La Mã lan đến miền nam và miền trung đảo Anh, người La Mã chiếm đóng lãnh thổ nay là Anh và Wales, quản lý nơi đó với vị thế là tỉnh Britannia. Người La Mã xâm chiếm và chiếm đóng miền nam Scotland trong nhiều giai đoạn ngắn.
Theo sử gia La Mã Tacitus, người Caledonia "chuyển sang kháng cự vũ trang với quy mô lớn", tấn công các pháo đài La Mã và chạm trán lẻ tẻ với các quân đoàn. Trong một cuộc tấn công bất ngờ vào ban đêm, người Caledonia gần như quét sạch toàn bộ quân đoàn 9 cho đến khi họ được các kỵ binh của Agricolia ứng cứu. Năm 83–84, Tướng quân Gnaeus Julius Agricola đánh bại người Caledonia trong trận Mons Graupius. Sau khi người La Mã chiến thắng, các pháo đài của họ được lập nên trong thời gian ngắn dọc Gask Ridge gần đứt đoạn ranh giới Highland. Ba năm sau trận đánh, quân La Mã triệt thoái đến Southern Uplands (vùng cực nam Scotland).
Người La Mã dựng nên trường thành Hadrianus nhằm kiểm soát các bộ lạc trên cả hai bên tường do đó phòng tuyến Limes Britannicus trở thành biên giới phía bắc của La Mã; song quân đội cũng trấn giữ trường thành Antoninus tại Central Lowlands trong hai giai đoạn ngắn - giai đoạn cuối là trong thời gian cai trị của Hoàng đế Septimius Severus từ năm 208 đến năm 210.
Người La Mã chiếm đóng quân sự một bộ phận đáng kể của miền bắc Scotland chỉ trong khoảng 40 năm; song ảnh hưởng của họ tại miền nam là điều đáng kể từ giữa thế kỷ I đến thế kỷ V, đó là nơi cư trú của các bộ lạc Briton như Votadini và Damnonii. Thuật ngữ tiếng Wales Hen Ogledd ("bắc cũ") được các học giả sử dụng để miêu tả khu vực nay là miền bắc Anh và miền nam Scotland trong giai đoạn người nói tiếng Briton cư trú khoảng năm 500 đến năm 800. Theo các văn bản từ thế kỷ IX và X, vương quốc Dál Riata của người Gael được thành lập trong thế kỷ VI tại miền tây Scotland. Quan điểm 'truyền thống' là những người định cư từ Ireland lập nên vương quốc này, họ đem theo ngôn ngữ và văn hóa Gael. Tuy nhiên một số nhà khảo cổ học thì cho rằng không có bằng chứng khảo cổ học hay địa danh học về một cuộc di cư hay tiếp quản bởi một nhóm nhỏ tinh hoa.

## Trung đại

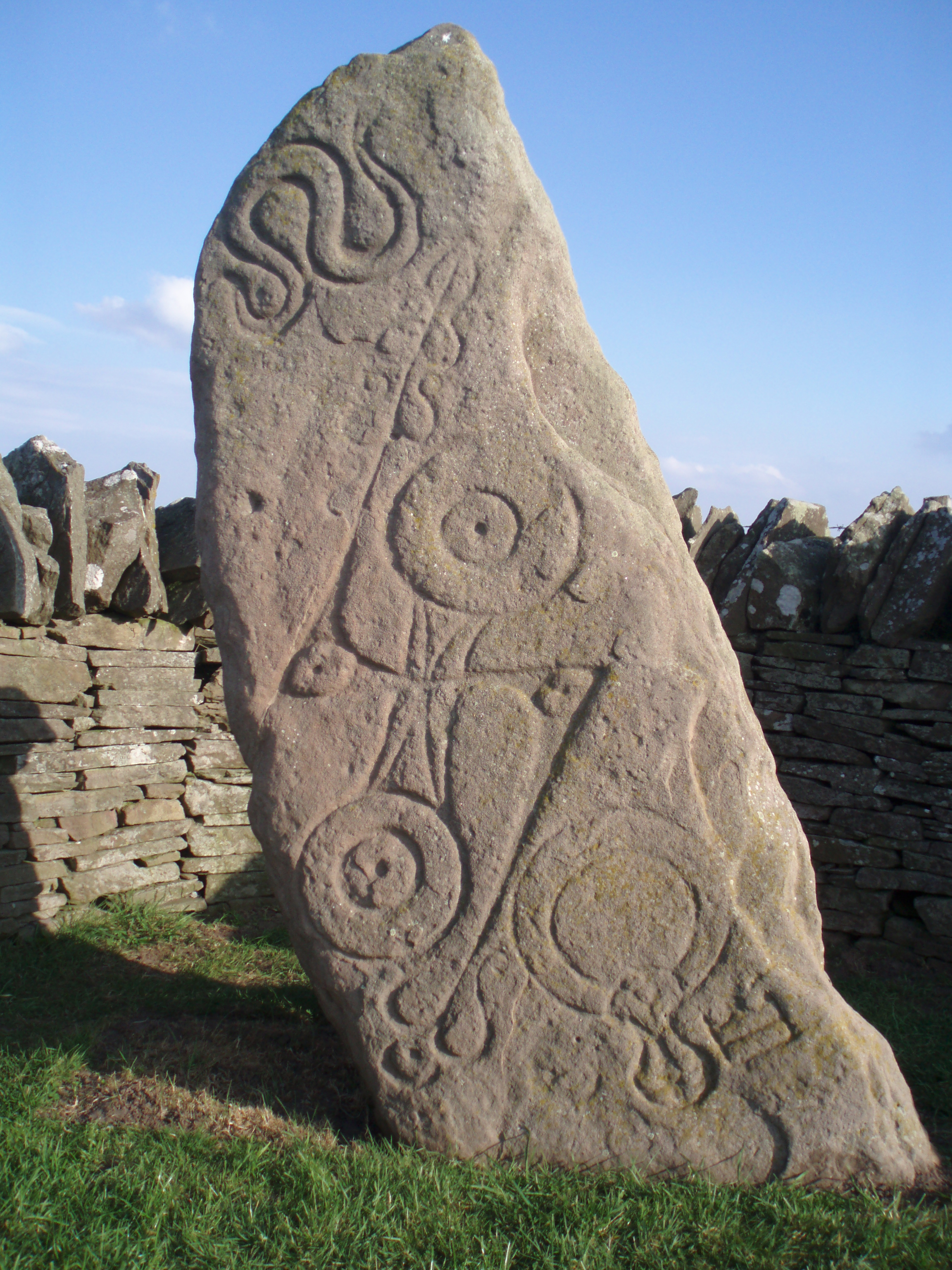
Phiến đá Pict hạng I tại Aberlemno, gọi là Aberlemno 1

Vương quốc của người Pict (có căn cứ tại Fortriu đến thế kỷ VI) là nhà nước phát triển thành "Alba" hay "Scotland". Quá trình phát triển của "Pictland" theo lời sử gia Peter Heather là một phản ứng tự nhiên trước chủ nghĩa đế quốc La Mã. Quan điểm khác nhấn mạnh vào trận Dun Nechtain năm 685 giữa người Pict và Northumbria, và thời gian cai trị của Bridei m. Beli (671–693), cùng giai đoạn củng cố khác dưới quyền cai trị của Óengus mac Fergusa (732–761).
Vương quốc của người Pict vào đầu thế kỷ VIII được cho là phần lớn tương tự vương quốc của người Scot trong giai đoạn cai trị của Alexander I (1107–1124). Tuy nhiên, đến thế kỷ X, vương quốc của người Pict bị chi phối bởi thứ được công nhận là văn hóa Gael, và đã phát triển câu chuyện truyền thuyết về cuộc chinh phục của người Ireland liên quan đến tổ tiên của triều đại đương thời, Cináed mac Ailpín (Kenneth MacAlpin).
Từ căn cứ lãnh thổ tại miền đông Scotland phía bắc sông Forth và phía nam sông Oykel, vương quốc giành được quyền kiểm soát các vùng đất nằm về phía bắc và nam. Đến thế kỷ XII, các quốc vương của Alba sáp nhập vào lãnh thổ của mình vùng đất nói tiếng Anh tại phía đông nam và giành được quyền bá chủ đối với các khu vực Galloway nói tiếng Gael và Caithness nói tiếng Norse; đến cuối thế kỷ XIII, vương quốc đạt đến biên giới tương tự Scotland hiện tại. Tuy nhiên, các quá trình biến đổi văn hóa và kinh tế bắt đầu từ thế kỷ XII khiến Scotland có diện mạo rất khác biệt vào Hậu kỳ Trung Cổ. Lực đẩy cho thay đổi này là thời kỳ cai trị của David I và cách mạng David. Chế độ phong kiến, tái tổ chức chính quyền và các thị trấn được công nhận pháp lý đầu tiên được bắt đầu trong giai đoạn này. Những điều này cùng với sự nhập cư của các hiệp sĩ và giáo sĩ người Pháp và người Anh gốc Pháp tạo thuận lợi cho thẩm thấu văn hóa, do đó vùng thấp và ven biển của lãnh thổ gốc của vương quốc tại phía đông chuyển sang nói tiếng Anh giống vùng đông nam mới giành được, trong khi phần còn lại của quốc gia vẫn nói tiếng Gael, ngoại trừ các quần đảo Orkney và Shetland tại phía bắc, hai quần đảo này nằm dưới quyền cai trị của người Norse cho đến năm 1468. Nhà nước Scotland bước vào một giai đoạn phần lớn là thành công và ổn định từ thế kỷ XII đến thế kỷ XIV, có hòa bình tương đối với Anh, các liên kết mậu dịch và giáo dục phát triển tốt với châu Âu lục địa và tài năng văn hóa John Duns Scotus trở thành một trong các triết gia quan trọng và có ảnh hưởng nhất châu Âu.

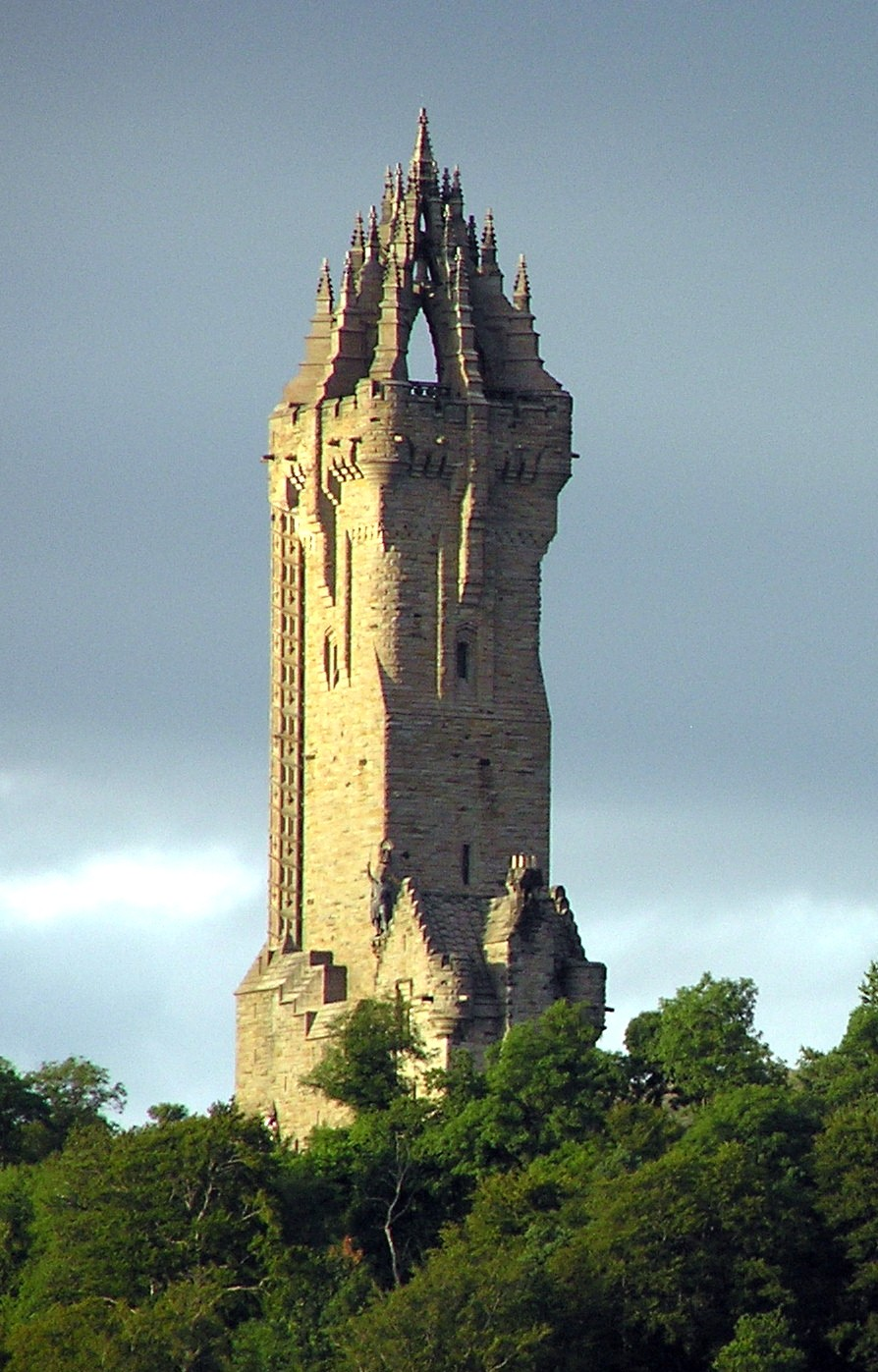
Đài tưởng niệm Wallace dành cho William Wallace, anh hùng Scotland thế kỷ XIII.

Quốc vương Alexander III mất vào tháng 3 năm 1286, cháu ngoại của ông là Công chúa Margaret của Na Uy kế vị song chết yểu, phá vỡ dòng kế vị nhiều thế kỷ của các quốc vương Scotland và làm tiêu tan 200 năm hoàng kim. Edward I của Anh được mời phân xử giữa những người yêu sách vương vị Scotland. John Balliol được tuyên bố là quốc vương vào cuối năm 1292, Edward I được công nhận là Chúa tể tối cao của Scotland và dần phá hoại quyền uy của John Balliol. Năm 1294, Balliol và các lãnh chúa Scotland khác từ chối yêu cầu của Edward I về việc phục vụ trong quân đội của ông chống lại Pháp. Thay vào đó, nghị viện của Scotland phái sứ giả đến Pháp để đàm phán về một liên minh. Scotland và Pháp ký kết một hiệp định vào ngày 23 tháng 10 năm 1295, khởi đầu một liên minh lâu dài. Chiến tranh xảy ra và Quốc vương John Balliol bị Edward I phế truất, Edward I nắm quyền kiểm soát cá nhân đối với Scotland. Andrew Moray và William Wallace ban đầu nổi lên thành các thủ lĩnh chính của phong trào kháng Anh gọi là Chiến tranh độc lập Scotland (1296–1328).
Tính chất của cuộc đấu tranh thay đổi đáng kể khi Bá tước Robert the Bruce của Carrick giết kình địch của mình là John Comyn vào năm 1306. Ông sau đó đăng cơ làm quốc vương (với hiệu Robert I). Robert I chiến đấu nhằm khôi phục độc lập của Scotland trong vòng hơn 20 năm, chiến thắng trong trận Bannockburn vào năm 1314 chứng minh người Scot đã giành lại quyền kiểm soát vương quốc của họ. Năm 1315, em trai của Robert I là Edward Bruce trong một giai đoạn ngắn được bổ nhiệm làm Thượng vương Ireland khi Scotland xâm chiếm bất thành Ireland nhằm tăng cường vị thế của Scotland trong chiến tranh với Anh. Năm 1320, tuyên bố độc lập thành văn đầu tiên của thế giới là Tuyên ngôn Arbroath nhận được ủng hộ của Giáo hoàng Gioan XXII, khiến quân vương của Anh công nhận pháp lý đối với chủ quyền của Scotland.
Tuy nhiên, chiến tranh với Anh tiếp tục trong vài thập niên sau khi Robert I mất. Một cuộc nội chiến giữa triều đại Bruce và các kình địch trường kỳ Comyn-Balliol kéo dài cho đến giữa thế kỷ XIV. Mặc dù triều đại Bruce thắng lợi, nhưng do David II không có người kế tự nên người cháu họ con em gái của ông là Robert II lên ngôi và lập ra triều đại Stewart. Triều đại Stewart cai trị Scotland trong phần còn lại của thời kỳ Trung Cổ. Scotland dưới quyền nhà Stewart trải qua thịnh vượng lớn từ cuối thế kỷ XIV qua Phục hưng Scotland đến Cải cách tôn giáo. Điều này đạt được bất chấp chiến tranh liên miên với Anh, phân ly gia tăng giữa vùng Highlands và Lowlands, và một lượng lớn thành viên vương tộc.

## Phong trào Khàng Cách

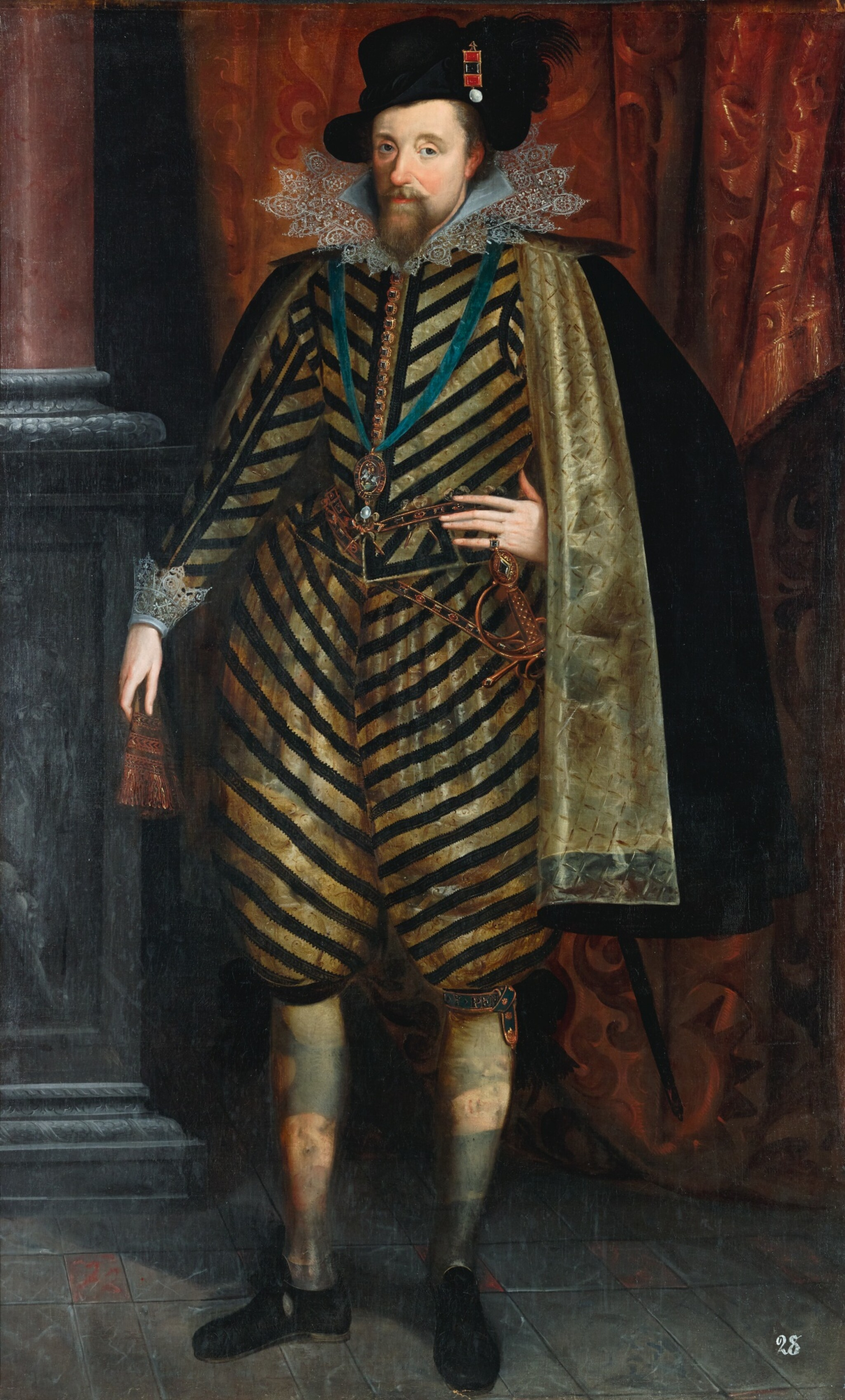
James VI kế thừa vương vị Anh và Ireland vào năm 1603.

Năm 1502, James IV của Scotland ký kết hiệp định hòa bình vĩnh viễn với Henry VII của Anh. James IV cưới con gái của Henry VII là Margaret Tudor, tạo cơ sở cho liên minh các vương quốc sau này. Đối với Henry, liên hôn với một trong các nền quân chủ uy tín nhất châu Âu tạo tính hợp pháp cho dòng Tudor mới nắm quyền tại Anh. Một thập niên sau, James IV đưa ra quyết định gây họa là xâm chiếm Anh nhằm ủng hộ Pháp theo liên minh giữa hai bên. Ông là quân chủ cuối cùng tại Anh Quốc tử chiến, đó là trong trận Flodden. Trong vòng một thế hệ, liên minh giữa Scotland và Pháp kết thúc theo Hiệp định Edinburgh. Pháp chấp thuận rút toàn bộ lực lượng trên bộ và trên biển. Cũng trong năm 1560, John Knox thực hiện mục tiêu đưa Scotland trở thành quốc gia Tin Lành, và nghị viện của Scotland hủy bỏ quyền uy của giáo hoàng tại Scotland. Nữ vương Mary của Scotland là một tín đồ Công giáo và từng là vương hậu nước Pháp, bà bị buộc thoái vị vào năm 1567.
Năm 1603, James VI của Scotland kế thừa vương vị của Vương quốc Anh và Vương quốc Ireland, trở thành Quốc vương James I của Anh và Ireland, ông rời Edinburgh đến Luân Đôn. Ngoại trừ một giai đoạn ngắn thời Bảo hộ công Cromwell, Scotland duy trì là một quốc gia riêng biệt, song có xung đột đáng kể giữa quân chủ và những người Minh ước (Covenanter) về hình thức cai quản giáo hội. Trong Cách mạng Vinh Quang 1688–89, Quốc vương James VII của Scotland và II của Anh bị Quốc hội Anh phế truất để ủng hộ William và Mary.
Giống một số quốc gia khác như Pháp, Na Uy, Thụy Điển và Phần Lan, Scotland hứng chịu các nạn đói trong thập niên 1690. Tử vong, sinh sản giảm và xuất cư tăng khiến dân số nhiều nơi trong nước giảm từ 10-15%.
Năm 1698, Công ty Scotland thử nghiệm dự án chiếm lấy một thuộc địa mậu dịch trên eo đất Panama. Hầu như mọi địa chủ Alba có tiền nhàn rỗi đều được cho là đầu tư vào kế hoạch Darien. Kế hoạch thất bại khiến các địa chủ này phá sản, song các thị trấn thì không. Tuy thế, việc giới địa chủ phá sản, cùng với mối đe dọa Anh xâm chiếm, giữ vai trò hàng đầu trong việc thuyết phục giới tinh hoa Scotland ủng hộ liên hiệp với Anh. Ngày 22 tháng 7 năm 1706, Hiệp định Liên hiệp được đại biểu của quốc hội hai bên tán thành, và đến năm sau hai đạo luật liên hiệp được hai quốc hội thông qua để lập nên Vương quốc Anh thống nhất có hiệu lực từ 1 tháng 5 năm 1707; tồn tại phản đối trong quần chúng và các cuộc bạo loạn chống liên hiệp tại Edinburgh, Glasgow, và những nơi khác.

### Phong trào Khai sáng

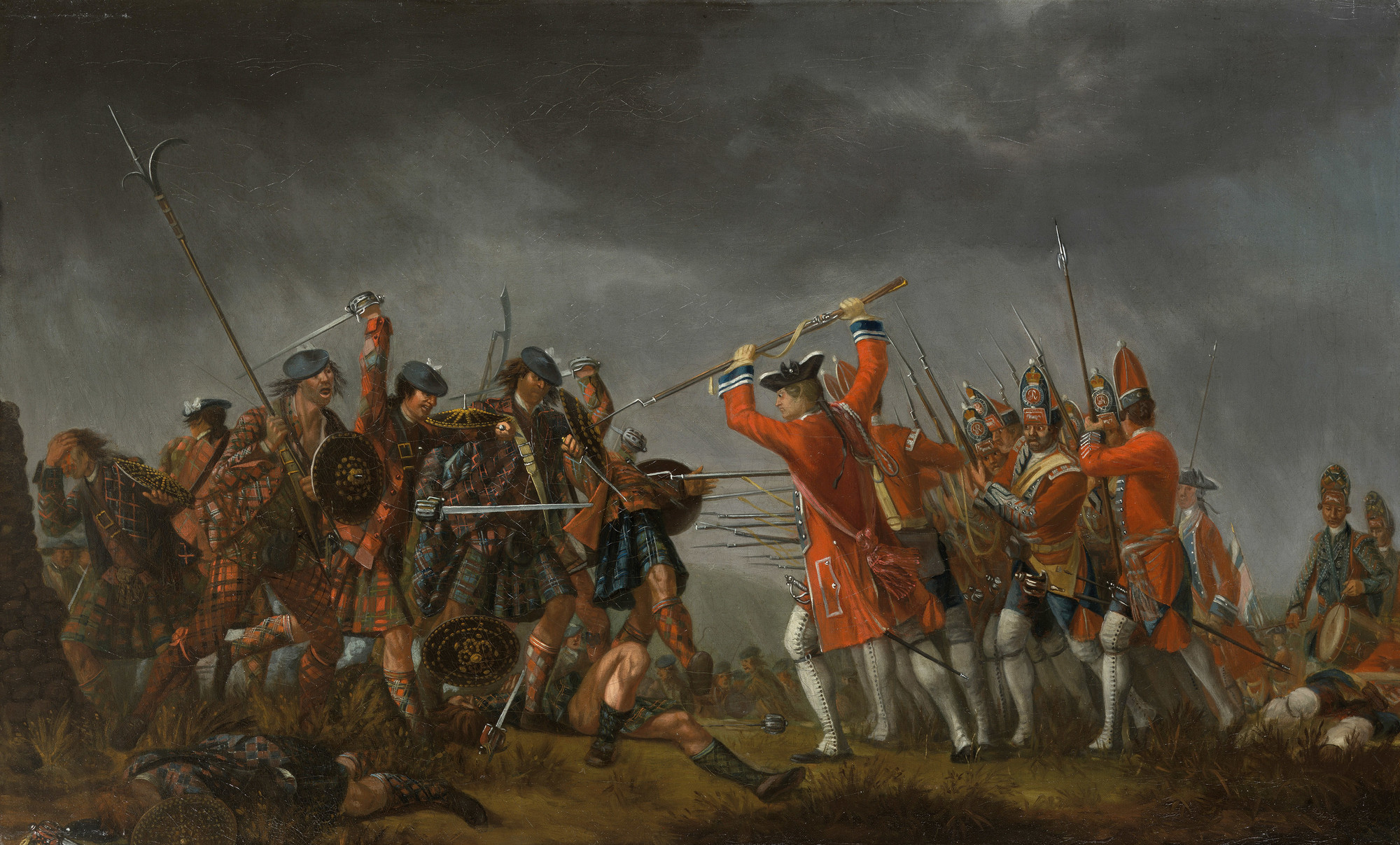
Miêu tả của David Morier về trận Culloden

Do thuế quan mậu dịch với Anh bị bãi bỏ, mậu dịch của Scotland bùng nổ, đặc biệt là với các thuộc địa của Anh tại châu Mỹ. Tàu tốc hành của các thương nhân Tobacco Lords (vua thuốc lá) tại Glasgow là tàu nhanh nhất trên hành trình đến Virginia. Cho đến trước Cách mạng Mỹ vào năm 1776, Glasgow là cảng thuốc lá đứng đầu thế giới, chi phối mậu dịch thế giới. Cách biệt về của cải giữa tầng lớp thương nhân vùng Lowlands và những gia tộc xưa tại vùng Highlands tăng lên, mở rộng nhiều thế kỷ chia rẽ.
Phong trào phục hồi vương vị cho dòng Stuart bị phế truất (phong trào Jacobite) được nhiều ủng hộ tại vùng Highlands và đông bắc của Scotland, đặc biệt là trong các tín đồ ngoài phái Trưởng Lão như Công giáo La Mã và Thánh Công Hội. Tuy nhiên, hai cuộc khởi nghĩa của phong trào Jacobite vào năm 1715 và 1745 bị thất bại trong mục tiêu loại bỏ vương vị Anh Quốc của gia tộc Hanover. Mối đe dọa của phong trào Jacobite đối với Anh Quốc và các quân chủ nước này kết thúc trên thực tế trong trận Culloden năm 1746, đây là hội chiến cuối cùng của Anh Quốc. Kết quả này mở đường cho hành động loại bỏ quy mô lớn cư dân bản địa của vùng Highlands và Islands, được gọi là Highland Clearances (dọn quang cao nguyên).
Khai sáng Scotland và cách mạng công nghiệp biến Scotland thành một cỗ máy trí thức, thương nghiệp và công nghiệp Do phong trào Jacobite kết thúc và liên hiệp với Anh, hàng nghìn người Scots mà chủ yếu là từ vùng Lowlands đã nắm giữ nhiều chức vụ quyền lực trong chính trị, công vụ, quân đội, kinh tế, doanh nghiệp thuộc địa và các lĩnh vực khác khắp Đế quốc Anh mới hình thành. Sử gia Neil Davidson viết rằng "sau năm 1746 người Scot tham gia sinh hoạt chính trị với mức độ hoàn toàn mới, đặc biệt là bên ngoài Scotland." Davidson cũng nói "trái với việc là 'ngoại vi' đối với kinh tế Anh Quốc, Scotland mà chính xác hơn là Lowlands nằm tại nòng cốt của nó."

### Thế kỷ XIX

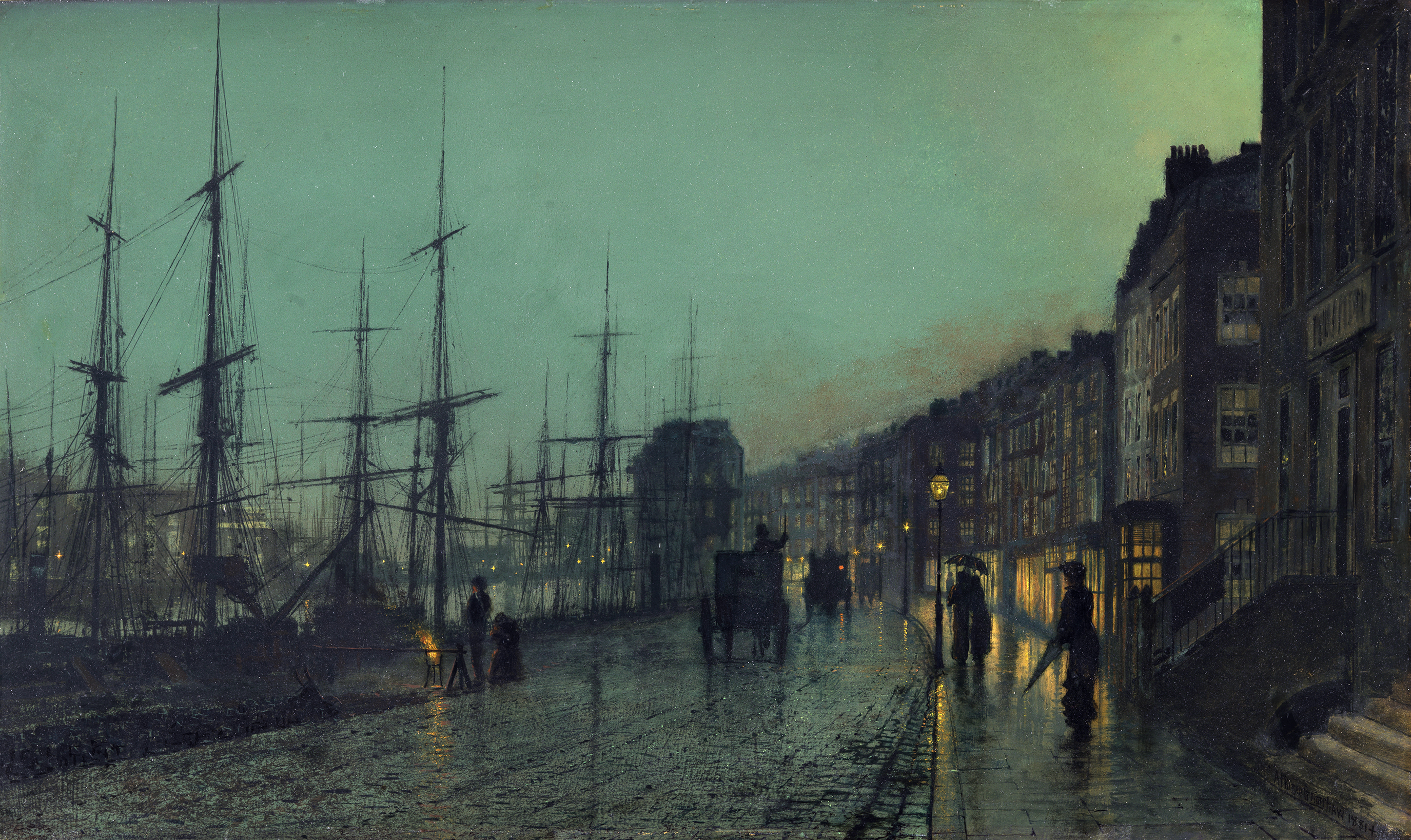
Shipping on the Clyde, by John Atkinson Grimshaw, 1881

Đạo luật Cải cách Scotland 1832 gia tăng số nghị sĩ Scotland trong Quốc hội Anh Quốc và mở rộng quyền bầu cử cho nhiều người hơn thuộc tầng lớp trung lưu. Từ giữa thế kỷ XIX, ngày càng có nhiều yêu cầu về quyền tự quản cho Scotland và chức vụ bộ trưởng phụ trách Scotland được khôi phục. Đến cuối thế kỷ XIX, các thủ tướng của Anh Quốc có nguồn gốc từ Scotland gồm có William Gladstone, và Bá tước xứ Rosebery. Vào cuối thế kỷ này, tầng lớp lao động gia tăng tầm quan trọng với dấu mốc là chiến thắng của Keir Hardie trong bầu cử năm 1888, dẫn đến hình thành Công đảng Scotland, đảng này sáp nhập vào Công đảng Độc lập vào năm 1895, có thủ lĩnh là Hardie.
Glasgow trở thành một trong các thành thị lớn nhất thế giới, mang danh "thành phố thứ nhì của Đế quốc" sau Luân Đôn. Sau năm 1860, các xưởng đóng tàu Clydeside tại Glasgow chuyên đóng tàu hơi nước làm từ sắt (từ thép sau năm 1870), chúng nhanh chóng thay thế các tàu gỗ của các đội tàu thương nghiệp và quân sự trên vũ trụ. Thành phố này trở thành trung tâm đóng tàu vượt trội trên thế giới. Phát triển công nghiệp mang đến việc làm và của cải, song nhà ở, quy hoạch đô thị và điều kiện y tế công cộng không theo kịp tốc độ của nó, và trong một khoảng thời gian điều kiện sinh hoạt tại một số thành thị trở nên tồi tệ khi có quá đông người, mức tử vong trẻ sơ sinh cao, và tỷ lệ mắc lao tăng.

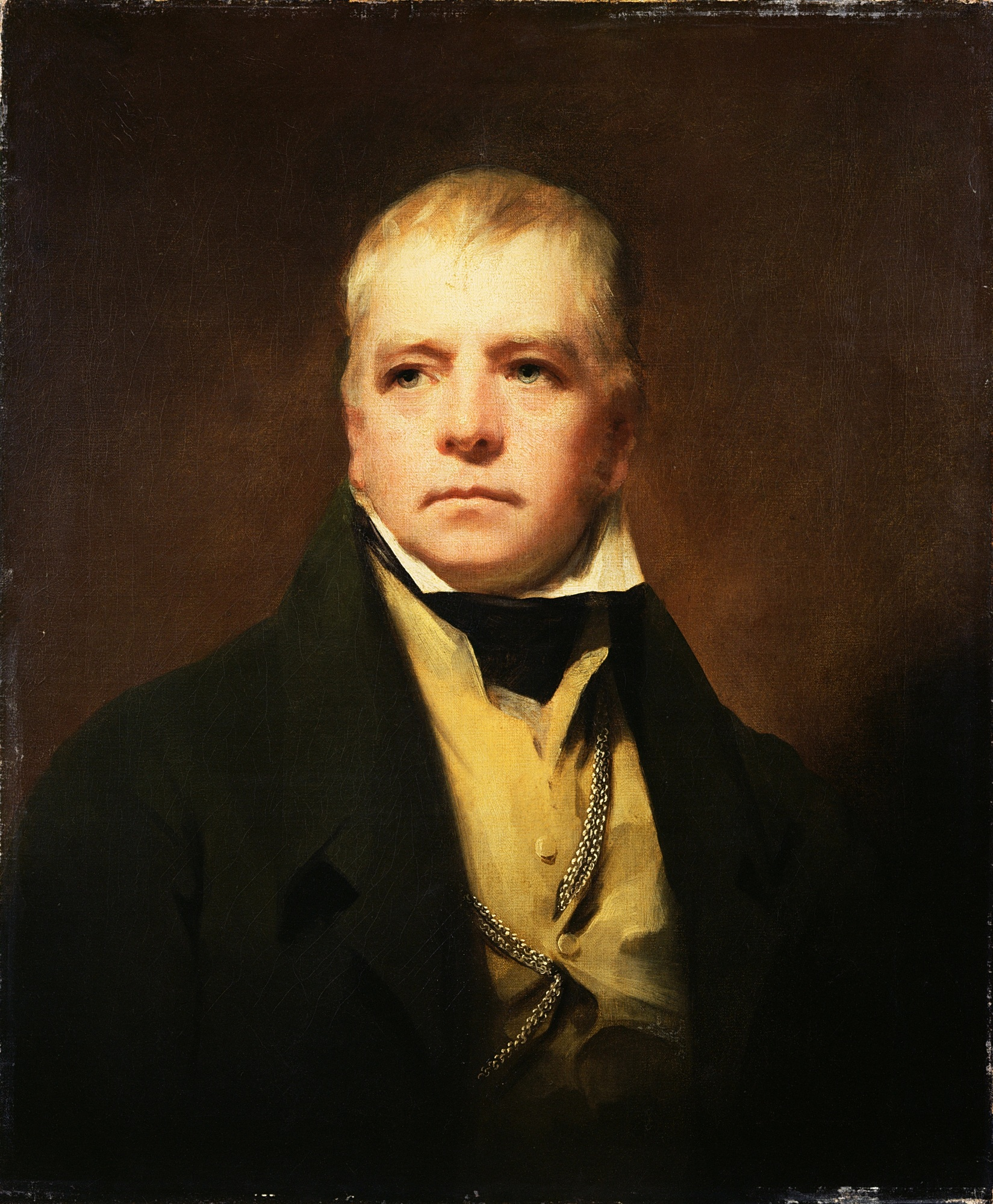
Walter Scott, loạt tiểu thuyết của ông giúp xác định bản sắc Scotland trong thế kỷ XIX.

Khai sáng Scotland theo truyền thống được nhìn nhận là kết thúc vào cuối thế kỷ XVIII, song việc Scotland có đóng góp lớn hơn tỷ lệ dân số cho khoa học và văn học Anh Quốc tiếp tục trong 50 năm nữa hoặc hơn thế, nhờ công của các nhân vật như các nhà vật lý học James Clerk Maxwell và Huân tước Kelvin, cùng các kỹ sư và nhà phát minh James Watt và William Murdoch, công việc của họ có tính quyết định đối với phát triển kỹ thuật trong cách mạng công nghiệp trên toàn Anh Quốc. Về văn học, nhân vật thành công nhất vào giữa thế kỷ XIX là Walter Scott. Tác phẩm văn xuôi đầu tiên của ông là Waverley được xuất bản vào năm 1814, nó thường được cho là tiểu thuyết lịch sử đầu tiên. Sự nghiệp thành công của Walter Scott giúp định nghĩa và truyền bá bản sắc văn hoá Scotland.
Trong giai đoạn này, diễn ra quá trình phục hồi văn hoá Highlands. Trong thập niên 1820, nằm trong phong trào phục hưng lãng mạn, vải len ô vuông và váy của người Scotland được các thành viên giới tinh hoa xã hội chấp thuận, không chỉ tại Scotland mà còn khắp châu Âu, Tuy nhiên, vùng Highlands vẫn rất nghèo và cổ xưa. Nhu cầu cải thiện nông nghiệp và lợi nhuận dẫn đến Highland Clearances (dọn quang cao nguyên), trong đó phần lớn cư dân Highlands bị buộc chuyển chỗ ở do đất đai bị rào quanh, chủ yếu là để chăn cừu. Quá trình dọn quang đi theo mô hình cải biến nông nghiệp trên khắp Anh Quốc, song kết quả đặc biệt tiêu cực. Một hậu quả là di cư liên tục từ thôn quê đến thành thị, hoặc xa hơn là đến Brasil, Canada, Hoa Kỳ hoặc Úc. Dân số Scotland tăng trưởng đều đặn trong thế kỷ XIX, từ 1.608.000 theo điều tra năm 1801 lên 2.889.000 vào năm 1851 và 4.472.000 vào năm 1901. Dù công nghiệp phát triển song vẫn không có đủ việc làm tốt, do đó trong giai đoạn 1841–1931 có khoảng 2 triệu người Scots di cư sang Bắc Mỹ và Úc, và 750.000 người chuyển sang Anh.

## Cận đại

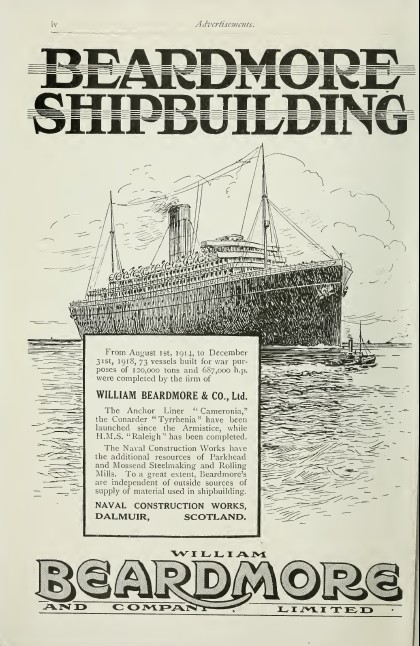
A 1923 advert for William Beardmore and Company, Clydeside, who employed 40,000 workers at its height

Scotland giữ vai trò lớn trong nỗ lực của Anh Quốc trong Chiến tranh thế giới thứ nhất. Scotland đặc biệt cung cấp nhân lực, tàu thuyền, máy móc, cá và tiền bạc. Với dân số 4,8 triệu vào năm 1911, Scotland đưa trên nửa triệu nam giới tham chiến, một phần tư trong số đó tử vong trên chiến trường hoặc do bệnh tật, và 150.000 người bị trọng thương. Nguyên soái lục quân Douglas Haig là tư lệnh của Anh Quốc trên Mặt trận phía Tây.
Trong chiến tranh, nổi lên một phong trào cấp tiến mang tên "Red Clydeside" do các chiến sĩ công đoàn lãnh đạo. Các vùng công nghiệp tại Scotland vốn là một thành trì của Đảng Tự do, song vào năm 1922 những vùng này chuyển sang ủng hộ Công đảng do Công đảng có nền tảng trong tầng lớp lao động người Ireland Công giáo. Nữ giới đặc biệt tích cực trong xây dựng tình đoàn kết khu phố trong các vấn đề nhà ở. Tuy nhiên, "Red Clydeside" hoạt động trong khuôn khổ Công đảng và có ít ảnh hưởng tại Quốc hội và cách thức chuyển sang thụ động tuyệt vọng vào cuối thập niên 1920.

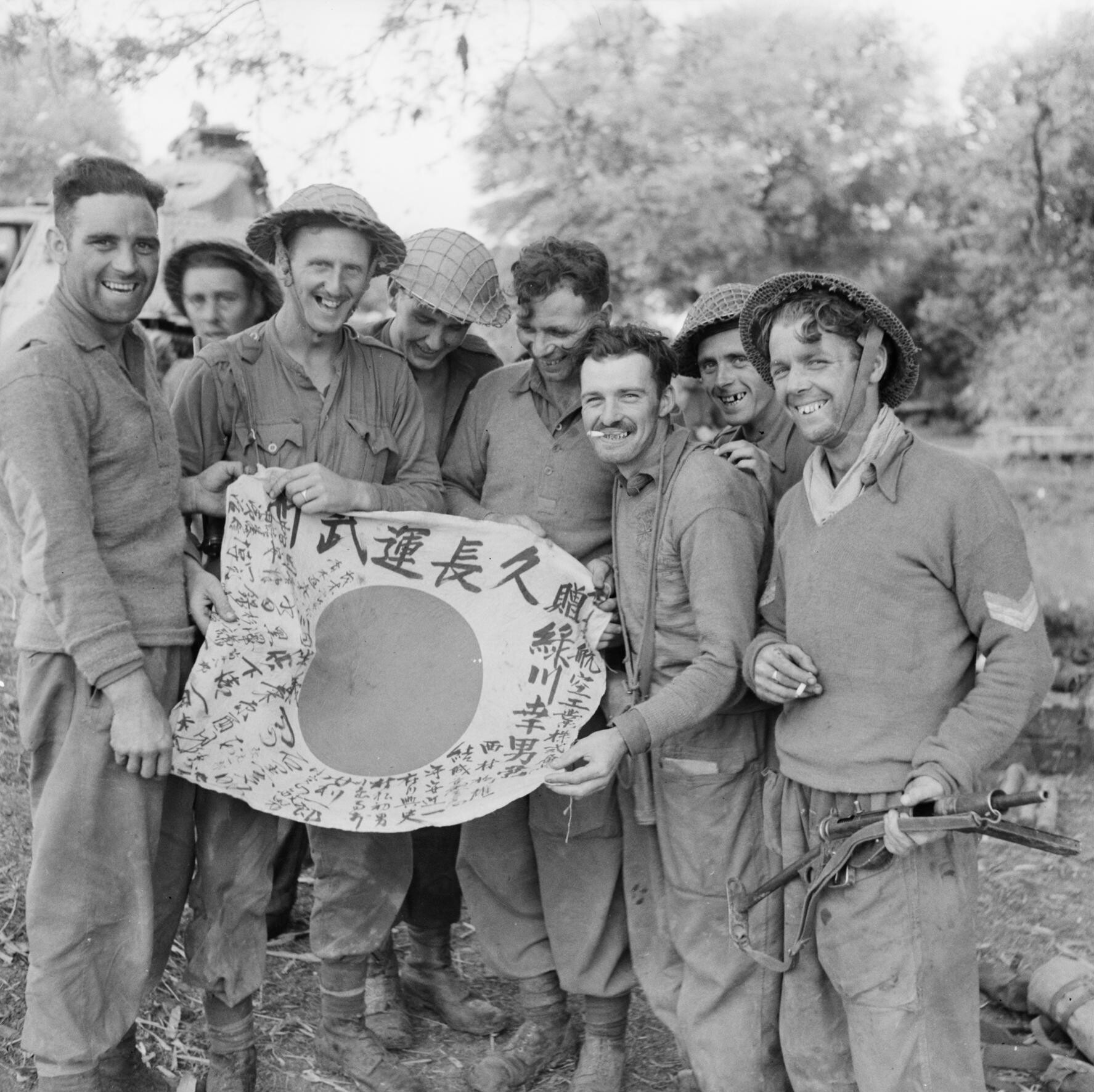
Royal Scots with captured Japanese flag, Burma, January 1945

Ngành đóng tàu mở rộng thêm 1/3 và được dự tính khôi phục thịnh vượng, song nó suy thoái nghiêm trọng vào năm 1922 và không phục hồi hoàn toàn đến năm 1939. Giai đoạn giữa hai thế chiến được ghi dấu bằng đình trệ kinh tế tại nông thôn và thành thị, với tỷ lệ thất nghiệp cao. Thay vào đó, chiến tranh gây ra biến động sâu sắc về xã hội, văn hoá, kinh tế và chính trị. Scotland gặp phải những sút kém, nhiều chỉ số xã hội chính như y tế kém, nhà ở kém, thất nghiệp hàng loạt kéo dài cho thấy kinh tế-xã hội đình trệ hoặc thậm chí là đi xuống. Phục vụ tại hải ngoại nhân danh đế quốc không còn lôi cuốn khát vọng của thanh niên, trái lại họ rời Scotland vĩnh viễn. Scotland phụ thuộc nặng nề vào công nghiệp nặng cũ và khai mỏ là một vấn đề trung tâm, và không ai đề xuất các giải pháp khả thi. Sự tuyệt vọng được phản ứng qua điều mà Finlay (1994) mô tả là cảm giác tuyệt vọng phổ biến chuẩn bị tư tưởng cho các thủ lĩnh kinh doanh và chính trị địa phương chấp thuận tính chất chính thống mới của kế hoạch hoá kinh tế tập trung của chính phủ trong Chiến tranh thế giới thứ hai. Chiến tranh thế giới thứ hai giúp khôi phục thịnh vượng, mặc dù Scotland bị Không quân Đức oanh tạc quy mô rộng tại nhiều thành phố. Trong chiến tranh, radar được phát kiến bởi Robert Watson-Watt, có giá trị vô cùng lớn trong Không chiến tại Anh Quốc.

## Hiện đại

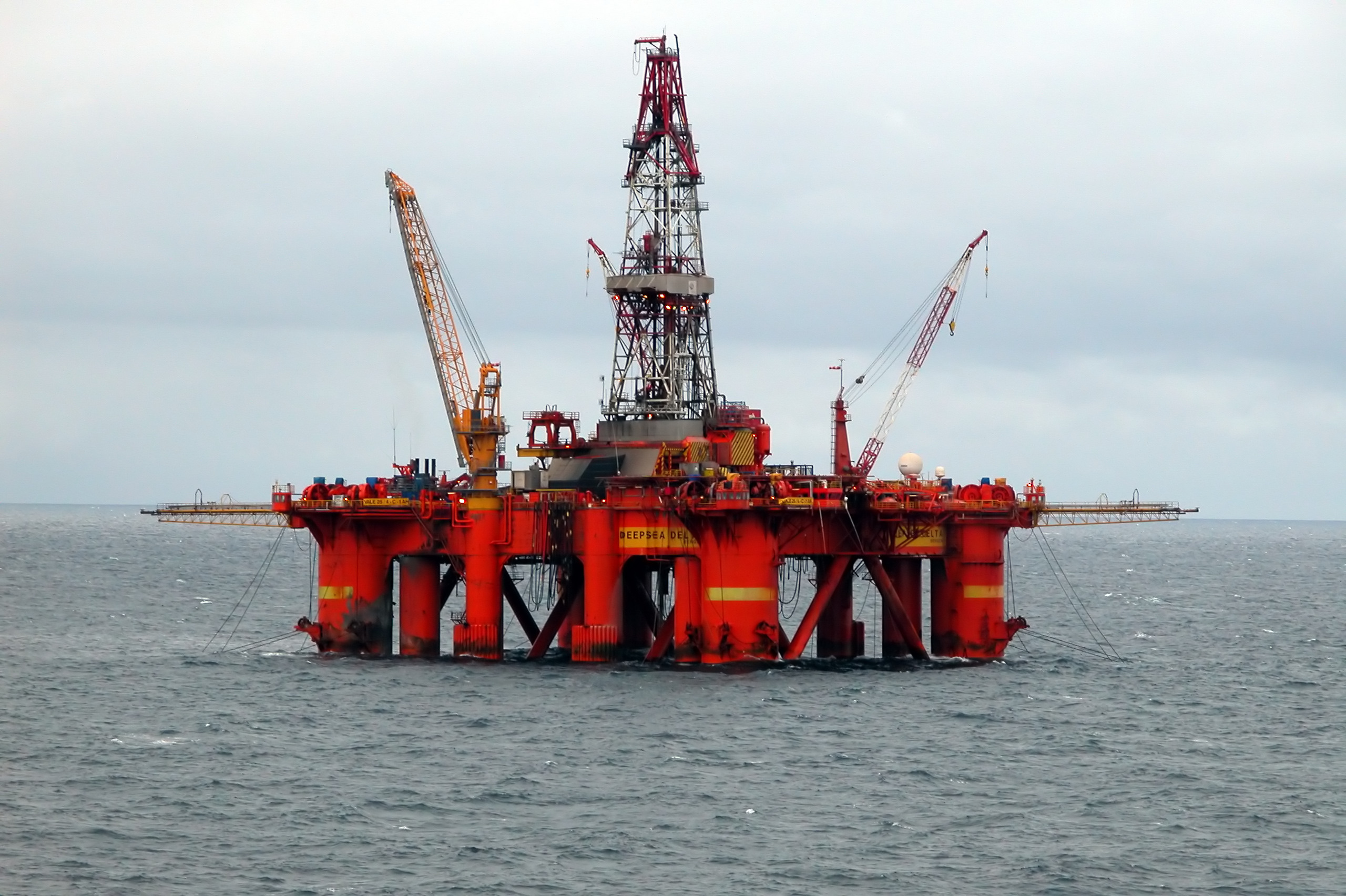
A drilling rig located in the North Sea

Sau năm 1945, tình hình kinh tế Scotland dần tệ đi do cạnh tranh toàn cầu, công nghiệp kém hiệu quả và tranh chấp công nghiệp. Chỉ trong các thập niên gần đây, Scotland mới được hưởng phần nào phục hưng về văn hoá và kinh tế. Các yếu tố kinh tế góp phần vào cuộc phục hưng này bao gồm hồi sinh ngành dịch vụ tài chính, sản xuất điện tử, và ngành dầu khí biển Bắc. Năm 1989, chính phủ của Margaret Thatcher áp đặt "trách nhiệm cộng đồng" (còn gọi là thuế khoán) tại Scotland một năm trước khi áp dụng cho phần còn lại của Anh Quốc, góp phần vào một phong trào đang lớn mạnh về phục hồi quyền kiểm soát nội vụ trực tiếp của Scotland. Sau một cuộc trưng cầu dân ý về đề xuất phân quyền vào năm 1997, Đạo luật Scotland năm 1998 được Quốc hội Anh Quốc thông qua nhằm thiết lập một Nghị viện Scotland và Chính phủ Scotland được phân quyền, có trách nhiệm về hầu hết các luật dành riêng cho Scotland.

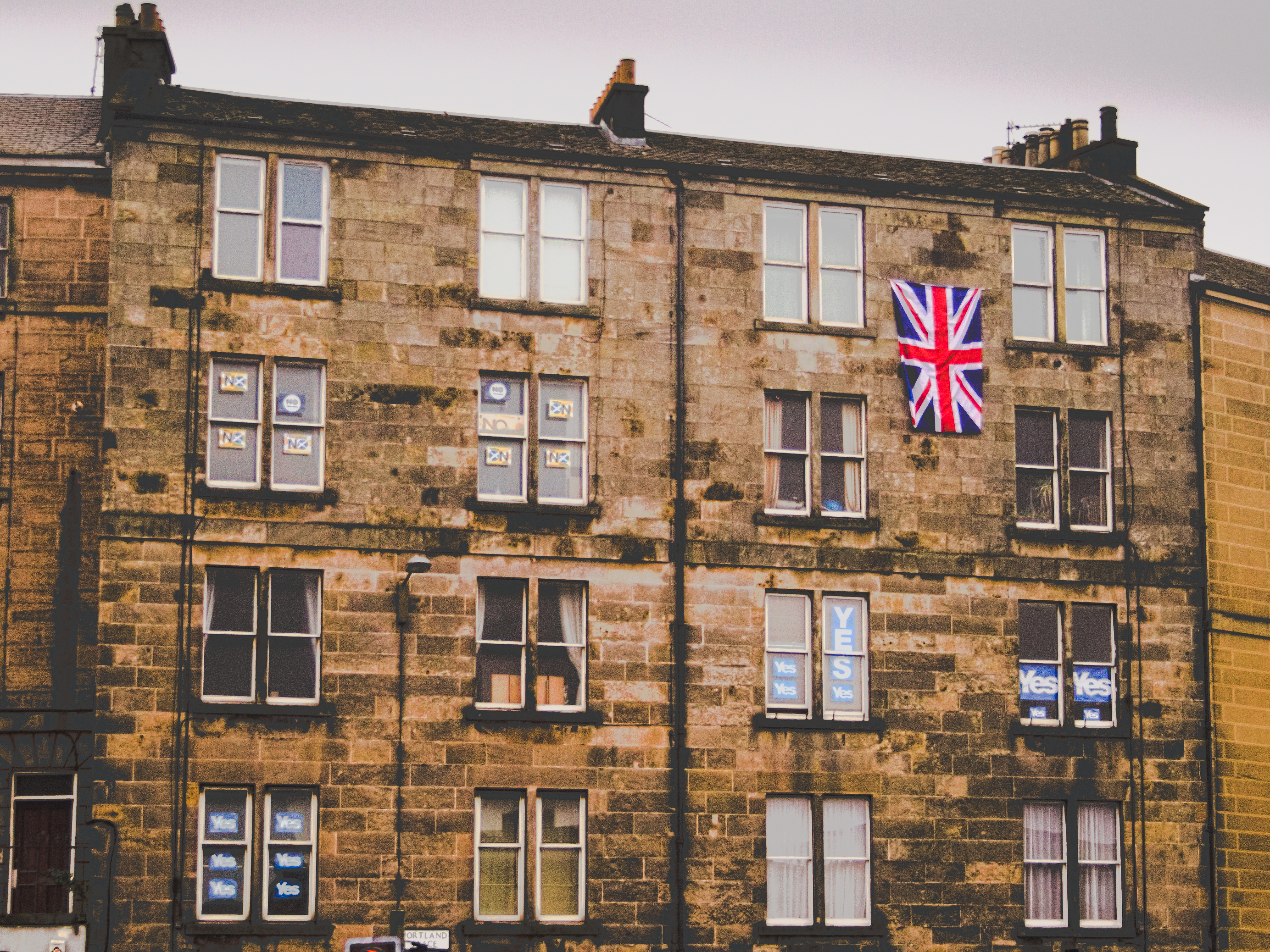
Biểu ngữ "CÓ" và "KHÔNG" trong cuộc trưng cầu dân ý được treo đồng thời tại chung cư ở Leith, Vương quốc Anh.

Sau một cuộc thỏa thuận giữa chính phủ Scotland và chính phủ Liên hiệp Anh, Dự luật Trưng cầu dân ý Scotland được Nghị viện Scotland thông qua vào tháng 11 năm 2013, sắp xếp việc tổ chức cuộc trưng cầu dân ý. Theo kiến nghị của Hội đồng Ủy ban Bầu cử, cuộc trưng cầu dân ý đưa ra câu hỏi: "Scotland có nên trở thành một quốc gia độc lập không?" – các cử tri chỉ được quyền bầu "Có" hay "Không". Để được thông qua, đề xuất độc lập cần phải nhận đa số phiếu. Trừ một vài trường hợp, tất cả mọi người 16 tuổi trở lên sống tại Scotland đều có quyền bỏ phiếu (khoảng 4,3 triệu người).
Yes Scotland là nhóm vận động chính cho phe đòi độc lập, trong khi nhóm Better Together là nhóm chính cho nhóm muốn giữ liên hiệp. Nhiều nhóm vận động khác, đảng phái, doanh nghiệp, báo chí, và nhân vật công chúng cũng đã tham gia trong các cuộc vận động. Những vấn đề chính được đưa trong cuộc vận động gồm có: Scotland độc lập nên sử dụng đơn vị tiền tệ nào, các tiêu dùng công cộng, và dầu mỏ tại Biển Bắc.
Cuộc trưng cầu dân ý kết thúc vào 22:00 BST (21:00 UTC) cùng ngày, và các lá phiếu được đếm ngay sau đó. Trong đêm đó 32 đơn vị địa phương tính tổng số phiếu và đến khoảng 3:30 khoảng một nửa số phiếu được dự tính sẽ được đếm hết.
Đến sáng ngày 19 tháng 9, với kết quả đã đếm hết từ tất cả 32 khu vực bầu cử, với tỉ lệ số dân tham gia là 84,59 %, với kết quả là 2.001.926 cử tri (55,30 %) đã bỏ phiếu chống và 1.617.989 cử tri (44,70 %) bỏ phiếu thuận.

#### Đại học đường
- Oxford Dictionary of National Biography (2004) online; short scholarly biographies of all the major people
- Devine, T. M., The Scottish Nation, 1700–2000 (Penguin books, 1999).
- Devine T. M. and Jenny Wormald, eds. The Oxford Handbook of Modern Scottish History (2014).
- Donaldson, Gordon and Robert S. Morpeth, A Dictionary of Scottish History (1977).
- Donnachie, Ian and George Hewitt. Dictionary of Scottish History. (2001). 384 pp.
- Houston, R.A. and W. Knox, eds. New Penguin History of Scotland, (2001). ISBN 0-14-026367-5
- Keay, John, and Julia Keay. Collins Encyclopedia of Scotland (2nd ed. 2001), 1101 pp; 4000 articles; emphasis on history
- Lenman, Bruce P. Enlightenment and Change: Scotland 1746-1832 (2nd ed. The New History of Scotland Series. Edinburgh University Press, 2009). 280 pp. ISBN 978-0-7486-2515-4; 1st edition also published under the titles Integration, Enlightenment, and Industrialization: Scotland, 1746-1832 (1981) and Integration and Enlightenment: Scotland, 1746-1832 (1992).
- Lynch, Michael, ed., The Oxford Companion to Scottish History. (2007). 732 pp. excerpt and text search
- Kearney, Hugh F., The British Isles: a History of Four Nations (Cambridge University Press, 2nd edn., 2006).
- Mackie, J. D., A History of Scotland (Penguin books, 1991) ISBN 0-14-013649-5
- Mackie, J. D., Bruce Lenman, and Geoffrey Parker. A History of Scotland (1984) excerpt and text search
- Maclean, Fitzroy, and Magnus Linklater, Scotland: A Concise History (2nd ed. 2001) excerpt and text search
- McNeill, Peter G. B. and Hector L. MacQueen, eds, Atlas of Scottish History to 1707 (The Scottish Medievalists and Department of Geography, 1996).
- Magnusson, Magnus. Scotland: The Story of a Nation (2000), popular history focused on royalty and warfare
- Mitchison, Rosalind. A History of Scotland (Routledge: 3rd ed 2002), online edition Lưu trữ ngày 26 tháng 11 năm 2007 tại Wayback Machine.
- Nicholls, M., A History of the Modern British Isles, 1529-1603: the Two Kingdoms (Wiley-Blackwell, 1999)
- Panton, Kenneth J. and Keith A. Cowlard, Historical Dictionary of the United Kingdom. Vol. 2: Scotland, Wales, and Northern Ireland. (1998). 465 pp.
- Paterson, Judy, and Sally J. Collins. The History of Scotland for Children (2000)
- Pittock, Murray, A New History of Scotland (2003) 352 pp; ISBN 0-7509-2786-0
- Smout, T. C., A History of the Scottish People, 1560-1830 (1969, Fontana, 1998).
- Tabraham, Chris, and Colin Baxter. The Illustrated History of Scotland (2004) excerpt and text search
- Watson, Fiona, Scotland; From Prehistory to the Present. Tempus, 2003. 286 pp.
- Wormald, Jennipher, The New History of Scotland (2005) excerpt and text search

#### giáo khoa thư
- Buchan, James, Capital of the Mind: How Edinburgh Changed the World (John Murray, 2003).
- Colley, Linda, Britons: Forging the Nation 1707-1837 (Yale University Press, 1992).
- Cooke, Anthony. The Rise and Fall of the Scottish Cotton Industry, 1778-1914 (Manchester University Press, 2010).
- Devine, T. M., Scotland's Empire 1600–1815 (Allen Lane, Harmondsworth, 2003).
- Duncan A. A. M., The Kingship of the Scots 842–1292: Succession and independence (Edinburgh University Press, 2004).
- Ferguson, W., Scotland's Relations with England: A Survey to 1707 (Saltire Society, 1977).
- Finlay, Richard Modern Scotland 1914–2000 (Profile, 2004).
- Hamilton, David. The healers: a history of medicine in Scotland (Pelican, 1981).
- Harvard, Christopher Scotland and Nationalism: Scottish Society and Politics 1707–1977 (4th edn., Routledge, 2004).
- Hearn, J., Claiming Scotland: National Identity and Liberal Culture (Edinburgh University Press, 2000).
- Macdougall, N., An Antidote to the English: the Auld Alliance, 1295-1560 (Tuckwell Press, 2001).
- Pittock, Murray. The Road to Independence? Scotland since the Sixties (2008) excerpt and text search.
- Smout, T. C., Scottish Trade on the Eve of the Union, 1660-1707 (Oliver & Boyd, 1963).
- Smout, T. C., Scotland Since Prehistory: Natural History and Human Impact (Scottish Cultural Press, 1993).

#### Văn hóa
- Anderson, R. D., Education and the Scottish People, 1750-1918 (Oxford University Press, 1995).
- Browen, Ian, ed., The Edinburgh History of Scottish Literature (3 vol 2006).
- Brown, Callum G. Religion and Society in Scotland since 1707. (1997). 219 pp.
- Burleigh, J.H.S. A Church History of Scotland (1962), short and impartial.
- Daiches, David. A Companion to Scottish Culture (1982) online edition Lưu trữ ngày 6 tháng 7 năm 2012 tại Wayback Machine.
- Dingwall, Helen M. Famous and flourishing society: the history of the Royal College of Surgeons of Edinburgh, 1505-2005. (2005) 350 pp. ISBN 0-7486-1567-9.
- Ferguson, William. The Identity of the Scottish Nation: An Historic Quest (1998) online edition Lưu trữ ngày 11 tháng 9 năm 2012 tại archive.today.
- Glendinning, Miles, Ranald MacInnes, Aonghus MacKechnie. A History of Scottish Architecture: From the Renaissance to the Present Day (1996) online edition[liên kết hỏng].
- Hardy, Forsyth. Scotland in Film 1990 online edition[liên kết hỏng].
- Harris, Nathaniel. Heritage of Scotland: A Cultural History of Scotland and Its People. Facts on File, 2000. 159 pp.
- Lawrence, Christopher. Rockefeller money, the laboratory, and medicine in Edinburgh, 1919-1930: new science in an old country. (2005) 373 pp. ISBN 1-58046-195-6
- Levack, Brian. Scottish Witch Hunting: Law, Politics and Religion (2007).
- McDonald, R. A., ed. History, Literature and Music in Scotland, 700-1560. (2002). 243 pp.
- Mackenzie, D. A. Scottish Folklore and Folklife. (1935).
- McEwan, Peter J. M. Dictionary of Scottish Art and Architecture. Wappingers Falls, N.Y.: Antique Collectors Club, 1995. 626 pp.
- McNeill, F. Marion, The Silver Bough (volume 1: Scottish Folk-Lore and Folk-Belief), 1989. ISBN 0-86241-231-5.
- Menikoff, Barry. Narrating Scotland: the Imagination of Robert Louis Stevenson. (2005) 233 pp. ISBN 1-57003-568-7.
- Pelling, Margaret, ed., Practice of Reform in Health, Medicine, and Science, 1500-2000 (2005).
- Petrie, Duncan, Screening Scotland. BFI, 2000. 250 pp. on films.
- Porter, James. "The Folklore of Northern Scotland: Five Discourses on Cultural Representation." Folklore vol. 109. 1998. pp 1+ online edition[liên kết hỏng].
- Ritchie, Anna and Graham Ritchie. Scotland: An Oxford Archaeological Guide (1998) online edition[liên kết hỏng].
- Schoene, Berthold. The Edinburgh Companion to Contemporary Scottish Literature (2007), 560 pp.
- Smith, Bill and Skipwith, Selina. A History of Scottish Art. Merrell, 2003. 288 pp.
- Todd, Margo. The Culture of Protestantism in Early Modern Scotland. (2002). 450 pp.
- Walker, Marshall, Scottish Literature since 1707. (1997). 443 pp.
- Whatley, Christopher A. Scottish Society, 1707-1830: Beyond Jacobitism, toward Industrialisation. (2000). 354 pp.
- Wickham-Jones, C., Orkney: A Historical Guide (Birlinn, 2007).
- Wilson, R., ed., Building with Scottish Stone (Arcamedia, 2005).
- Withers, Charles W. J., Geography, Science, and National Identity: Scotland since 1520. (2001). 312 pp.

#### Sử học
- Ashmore, P. J., Neolithic and Bronze Age Scotland: an Authoritative and Lively Account of an Enigmatic Period of Scottish Prehistory (Batsford, 2003).
- Breeze, D. J., The Antonine Wall (John Donald, 2006).
- Cunliffe, C., Iron Age Communities in Britain: An Account of England, Scotland and Wales from the Seventh Century BC Until the Roman Conquest (Routledge, 2004).
- Dixon, N., The Crannogs of Scotland: An Underwater Archaeology (Tempus, 2004).
- Lynch, F., Megalithic Tombs and Long Barrows in Britain (Osprey, 1997).
- Moffat, A., Before Scotland: The Story of Scotland Before History (Thames & Hudson, 2005).
- Pryor, F., Britain B.C.: Life in Britain and Ireland before the Romans (Harper Collins, 2003).
- Robertson, A. S., The Antonine Wall (Glasgow Archaeological Society, 1960).
- Scarre, C., Monuments and Landscape in Atlantic Europe: Perception and Society During the Neolithic and Early Bronze Age (Routledge, 2002).
- Snyder, C. A., The Britons (Wiley-Blackwell, 2003).

#### Kinh viện
- Barrow, G. W. S., ed., Scotland and Its Neighbours in the Middle Ages (Hambleton, 1992).
- Barrow, G. W. S., Grant, A., and Stringer, K. J., eds, Medieval Scotland: Crown, Lordship and Community (Edinburgh University Press, 1998).
- Barrow, G. W. S., Robert Bruce and the Community of the Realm of Scotland (1965, 4th edn., Edinburgh University Press, 2005).
- Corning, C., The Celtic and Roman Traditions: Conflict and Consensus in the Early Medieval Church (Macmillan, 2006).
- Duncan, A. A. M., Scotland: The Making of the Kingdom, The Edinburgh History of Scotland, Volume 1 (Mercat Press, 1989).
- Forte, A., Oram, R. D., and Pedersen, F., Viking Empires (Cambridge University Press, 2005).
- Hudson, B. T., Kings of Celtic Scotland (Greenhill, 1994).
- Macquarrie, A., Medieval Scotland: Kinship and Nation (Sutton, 2004).
- Maddicott, J. R., and Palliser, D. M., eds, The Medieval State: Essays presented to James Campbell (Continuum, 2000).
- Rollason, D. W., Northumbria, 500-1100: Creation and Destruction of a Kingdom (Cambridge University Press, 2003).
- Smyth, A. P., Warlords and Holy Men: Scotland AD 80-1000 (Edinburgh University Press, 1989).
- Taylor, S., ed., Picts, Kings, Saints and Chronicles: A Festschrift for Marjorie O. Anderson (Four Courts, 2000).
- Webster, B., Medieval Scotland: the Making of an Identity (St. Martin's Press, 1997).
- Woolf, A., From Pictland to Alba: 789 - 1070 (Edinburgh: Edinburgh University Press, 2007).
- Woods, J. D., and Pelteret, D. A. E., eds, The Anglo-Saxons, Synthesis and Achievement (Wilfrid Laurier University Press, 1985).
- Yorke, B., Kings and Kingdoms of Early Anglo-Saxon England (Routledge, 2002).
- Yorke, B., The Conversion of Britain: Religion, Politics and Society in Britain c. 600-800 (Pearson Education, 2006).

#### Cận hiện đại
- Dawson, J. E. A., Scotland Re-Formed, 1488-1587 (Edinburgh: Edinburgh University Press, 2007).
- Ryrie, Alec, The Origins of the Scottish Reformation (Manchester: Manchester University Press, 2006).
- Wormald, Jenny, Court, Kirk, and Community: Scotland, 1470-1625 (Edinburgh: Edinburgh University Press, 1991).

#### Trào lưu Khai sáng
- Berry, Christopher J., The Social Theory of the Scottish Enlightenment (1997) excerpt and text search.
- Broadie, Alexander. The Cambridge Companion to the Scottish Enlightenment (2003) complete online edition Lưu trữ ngày 3 tháng 12 năm 2008 tại Wayback Machine; also excerpt and text search.
- Broadie, Alexander, ed. The Scottish Enlightenment: An Anthology (1998), primary sources. excerpt and text search
- Buchan, James, Crowded with Genius: the Scottish Enlightenment; Edinburgh's Moment of the Mind (Harper Collins, 2003). ISBN 0-06-055889-X excerpt and text search.
- Campbell, R. H. and Andrew S. Skinner, eds. The Origins and Nature of the Scottish Enlightenment (1982), 12 essays by scholars, esp. on history of science.
- Daiches, David, Peter Jones and Jean Jones. A Hotbed of Genius: The Scottish Enlightenment, 1730-1790 (1986), 170 pp; well-illustrated introduction.
- Davidson, Neil, Discovering the Scottish Revolution, 1692-1746, Pluto Press, London, England (2003). ISBN 0-7453-2053-8.
- Devine, T. M., Clanship to Crofters' War: the Social Transformation of the Scottish Highlands, (1994). ISBN 0-7190-3482-5.
- Dwyer, John, The Age of the Passions: An Interpretation of Adam Smith and Scottish Enlightenment Culture. (1998). 205 pp.
- Goldie, Mark, "The Scottish Catholic Enlightenment," The Journal of British Studies Vol. 30, No. 1 (January 1991), pp. 20–62 in JSTOR
- Graham, Gordon. "Morality and Feeling in the Scottish Enlightenment," Philosophy Vol. 76, No. 296 (April 2001), pp. 271–282 in JSTOR.
- Hamilton, H. An Economic History of Scotland in the Eighteenth Century (1963).
- Hamilton, Douglas J. Scotland, the Caribbean and the Atlantic World, 1750-–1820. (2005) 249 pp. ISBN 0-7190-7182-8.
- Harvie, Christopher. Scotland and Nationalism: Scottish Society and Politics 1707 to the Present (2004) excerpt and text search online edition Lưu trữ ngày 3 tháng 12 năm 2008 tại Wayback Machine.
- Hemingway, Andrew. "The 'Sociology' of Taste in the Scottish Enlightenment," Oxford Art Journal, Vol. 12, No. 2 (1989), pp. 3–35 in JSTOR.
- Herman, Arthur, How the Scots Invented the Modern World: The True Story of How Western Europe's Poorest Nation Created Our World & Everything in It (Crown, 2001), and text search.
- Hont, Istvan, and Michael Ignatieff. Wealth and Virtue: The Shaping of Political Economy in the Scottish Enlightenment (1986) excerpt and text search
- Hopfl, H. M. "From Savage to Scotsman: Conjectural History in the Scottish Enlightenment," The Journal of British Studies, Vol. 17, No. 2 (Spring, 1978), pp. 19–40 in JSTOR.
- Howe, Daniel Walker. "Why the Scottish Enlightenment Was Useful to the Framers of the American Constitution," Comparative Studies in Society and History, Vol. 31, No. 3 (July 1989), pp. 572–587 in JSTOR.
- Lenman, Bruce P. Integration and Enlightenment: Scotland, 1746-1832 (1993) New History of Scotland excerpt and text search.
- Ottenberg, June C. "Musical Currents of the Scottish Enlightenment," International Review of the Aesthetics and Sociology of Music Vol. 9, No. 1 (June 1978), pp. 99–109 in JSTOR.
- Phillipson, N.T. and Mitchison, Rosalind, eds. Scotland in the Age of Improvement, (1996). ISBN 0-7486-0876-1.
- Robertson, John. The Case for the Enlightenment: Scotland and Naples 1680-1760 (2005).
- Swingewood, Alan. "Origins of Sociology: The Case of the Scottish Enlightenment," The British Journal of Sociology, Vol. 21, No. 2 (June 1970), pp. 164–180 in JSTOR.
- Withers, Charles W. J. and Wood, Paul, eds. Science and Medicine in the Scottish Enlightenment. (2002). 364 pp.
- Wood, P., ed. The Scottish Enlightenment: Essays in Reinterpretation (2000).

#### Nghiên cứu xã hội
- Fremont-Barnes, Gregory. The Jacobite Rebellion 1745-46 (Essential Histories) (2011).
- Fry, Michael. The Union: England, Scotland and the Treaty of 1707 (2006).
- Harris, Bob. "The Anglo-Scottish Treaty of Union, 1707 in 2007: Defending the Revolution, Defeating the Jacobites," Journal of British Studies, January 2010, Vol. 49 Issue 1, pp 28–46.
- MacRobert, A. E. "The Myths about the 1745 Jacobite Rebellion," Historian 2008, Issue 99, pp 16–23
- Macinnes, Allan I. "Jacobitism in Scotland: Episodic Cause or National Movement?" Scottish Historical Review, Oct 2007, Vol. 86,2 Issue 222, pp 225–252; emphasizes its traditionalism.
- Macinnes, Allan I. Union and Empire: The Making of the United Kingdom in 1707 (Cambridge Studies in Early Modern British History) (2007) excerpt and text search.
- Oates, Jonathan. Jacobite Campaigns: The British State at War (Warfare, Society and Culture) (2011).
- Pittock, Murray. The Myth of the Jacobite Clans: The Jacobite Army in 1745 (2nd ed. 2009).
- Plank, Geoffrey. Rebellion and Savagery: The Jacobite Rising of 1745 and the British Empire (2005).
- Scott, P. H. 1707: The Union of Scotland and England: In Contemporary Documents (1979), primary sources.
- Trevor-Roper, Hugh. From Counter-Reformation to Glorious Revolution (1992) pp. 282–303 on Union.

#### Nữ lưu
- Abrams, Lynn, et al. Gender in Scottish History Since 1700 (2006) excerpt and text search.
- Breitenbach, Esther, and Eleanor Gordon. Women in Scottish Society 1800-1945 (1992) online edition[liên kết hỏng].
- Browne, Sarah. The women's liberation movement in Scotland (2016). online review
- Ewan, Elisabeth et al. eds. The Biographical Dictionary of Scottish Women: From the Earliest Times to 2004 (2006).
- Ewan, Elisabeth "A New Trumpet? The History of Women in Scotland 1300-1700", History Compass, March 2009, vol. 7, issue 2, pp. 431–446; a new field since the 1980s; favourite topics are work, family, religion, crime, and images of women; scholars are using women's letters, memoirs, poetry, and court records.
- McDermid, Jane. "No Longer Curiously Rare but Only Just within Bounds: women in Scottish history," Women's History Review (2011) 20#3 pp 389–402.

#### Sử ký
- Anderson, Robert. "The Development of History Teaching in the Scottish Universities, 1894-1939," Journal of Scottish Historical Studies (2012) 32#1, pp. 50–73.
- Anderson, Robert. "University History Teaching, National Identity and Unionism in Scotland, 1862-1914," Scottish Historical Review (2012) 91#1, pp. 1–41.
- Aspinwall, Bernard. "Catholic realities and pastoral strategies: another look at the historiography of Scottish Catholicism, 1878–1920," Innes Review (2008) 59#1, pp. 77–112.
- Bowie, Karin. "Cultural, British and Global Turns in the History of Early Modern Scotland," Scottish Historical Review (April 2013 Supplement), Vol. 92, pp. 38–48.
- Brown, Keith M. "Early Modern Scottish History - A Survey," Scottish Historical Review (April 2013 Supplement), Vol. 92, pp. 5–24.
- Devine, T. M. and J. Wormald, eds. The Oxford Handbook of Modern Scottish History (Oxford University Press, 2012),
- Dingwall, Helen M. A history of Scottish medicine: themes and influences (Edinburgh UP, 2003).
- Elton, G.R. Modern Historians on British History 1485-1945: A Critical Bibliography 1945-1969 (1969), annotated guide to 1000 history books on every major topic, plus book reviews and major scholarly articles. online pp 198–205
- Falconer, J. R. D. "Surveying Scotland's Urban Past: The Pre-Modern Burgh," History Compass (2011) 9#1, pp. 34–44.
- Kidd, C. Subverting Scotland's Past: Scottish Whig Historians and the Creation of an Anglo-British Identity 1689–1830 (Cambridge University Press, 2003)
- McDermid, Jane. "No Longer Curiously Rare but Only Just within Bounds: women in Scottish history," Women's History Review (2011) 20#3, pp. 389–402.
- Lee, Jr., Maurice. "Scottish History since 1966," in Richard Schlatter, ed., Recent Views on British History: Essays on Historical Writing since 1966 (Rutgers UP, 1984), pp. 377 – 400.
- MacKenzie, John M. "Irish, Scottish, Welsh and English Worlds? A Four-Nation Approach to the History of the British Empire," History Compass (2008) 6#5, pp. 1244–1263
- Morton, Graeme, and Trevor Griffiths. "Closing the Door on Modern Scotland's Gilded Cage," Scottish Historical Review (2013) Supplement, Vol. 92, pp. 49–69; on nationalism
- Raffe, Alasdair. "1707, 2007, and the Unionist Turn in Scottish History," Historical Journal (2010), 53#4, pp. 1071–1083.
- Raftery, Deirdre et al. "Social Change and Education in Ireland, Scotland and Wales: Historiography on Nineteenth-century Schooling," History of Education (2007) 36#4, pp. 447–463.
- Smout, T. C. "Scottish History in the University since the 1950s", History Scotland Magazine (2007) 7#5, pp. 45–50.

#### Văn học
- Anderson, A. O., Early Sources of Scottish History, A.D. 500 to 1286 (General Books LLC, 2010), vol. i.
- Broadie, Alexander, ed., The Scottish Enlightenment: An Anthology (1997).
- Cooke, Anthony, et al. eds. Modern Scottish History, 1707 To the Present: vol 5: Major Documents (Tuckwell Press, 1998) online edition[liên kết hỏng].
- Statistical Accounts of Scotland (1791–1845) online, detailed local descriptions.

### Tư liệu
- "History of Scotland: Primary Documents" from Brigham Young University
- History Scotland A bi-monthly magazine on Scottish history
- Scottish Timeline: Part of the Gazetteer for Scotland
- Scottish History Online & Pictish Pages Lưu trữ ngày 27 tháng 11 năm 2020 tại Wayback Machine
- Scottish History in 33 Chapters by Andrew Lang